# Hidipo Hamutenya
Hidipo L. Hamutenya (ur. 17 czerwca 1939 w Odibo, zm. 6 października 2016 w Windhoek) – namibijski polityk, wieloletni członek SWAPO, członek gabinetu od 1990 do 2004. Po przegranej nominacji prezydenckiej w 2004, opuścił SWAPO i w 2007 stanął na czele Zgromadzenia na rzecz Demokracji i Postępu. Kandydat w wyborach prezydenckich w 2009.

## Życiorys
Hidipo Hamutenya urodził się w Odibo w regionie Ohangwena. Jego ojciec, Aaron Hamutenya, był jednym z założycieli SWAPO. Hidipo Hamutenya w latach 1963-1964 studiował dziennikarstwo na Uniwersytecie Sofijskim w Bułgarii. W 1969 ukończył nauki polityczne i historię (licencjat) na Lincoln University w Pensylwanii w USA. W 1971 zdobył tytuł magistra nauk politycznych na Uniwersytecie McGill w Kanadzie.
W latach 1965–1972 pełnił funkcję przedstawiciela SWAPO w obu Amerykach. W latach 1972–1974 był sekretarzem SWAPO ds. edukacji. W sierpniu 1976 wszedł w skład Biura Politycznego SWAPO.
W 1974 był jednym z założycieli Instytutu Narodów Zjednoczonych ds. Namibii (UNIN), organu ds. edukacji dla okupowanej Namibii z siedzibą w Lusace. W jego strukturach pełnił funkcję wicedyrektora i szefa Departamentu Nauk Historycznych i Politycznych w latach 1976-1981. Od 1981 do 1991 zajmował stanowisko sekretarza ds. informacji SWAPO. Od 1978 do 1990 wchodził w skład zespołu negocjacyjnego, zajmującego się Planem ONZ na rzecz Niepodległości Namibii.
W latach 1989–1990 był członkiem Zgromadzenia Konstytucyjnego Namibii, którego celem było opracowanie konstytucji kraju i organizacja wyborów. Po uzyskaniu przez Namibię niepodległości w marcu 1990, wszedł w skład Zgromadzenia Narodowego z ramienia SWAPO. Od 1990 do 15 kwietnia 1993 zajmował stanowisko ministra informacji i środków przekazu. Od kwietnia 1993 do 27 sierpnia 2002 pełnił funkcję ministra handlu i przemysłu. 27 sierpnia 2002 został mianowany ministrem spraw zagranicznych.
W 2004 Hamutenya postanowił ubiegać się o nominację SWAPO w nadchodzących wyborach prezydenckich. 24 maja 2004 prezydent Sam Nujoma usunął go ze stanowiska szefa dyplomacji. 30 maja 2004 prawybory SWAPO wygrał Hifikepunye Pohamba, który następnie zwyciężył także w wyborach prezydenckich.
W listopadzie 2007 zrezygnował z członkostwa w SWAPO i mandatu w Zgromadzeniu Narodowym, w którym zasiadał od 1990. 17 listopada 2007 założył własną partię, Zgromadzenie na rzecz Demokracji i Postępu (RDP, Rally for Democracy and Progress).
Hamutenya został kandydatem RDP w wyborach prezydenckich w listopadzie 2009. W wyborach zajął drugie miejsce, uzyskując 11% głosów poparcia. Przegrał z urzędującym prezydentem Pohambą, który zdobył ponad 75% głosów. Zgromadzenie na rzecz Demokracji i Postępu zdobyło 8 miejsc w 72-osobowym parlamencie i zostało największą partią opozycyjną. Hamutenya odrzucił wyniki wyborów, oskarżając władze o naruszenia prawa w czasie procesu wyborczego. Międzynarodowi obserwatorzy uznali wybory za wolne i demokratyczne, choć wskazali na kilka nieprawidłowości w ich trakcie.